# Juan de Vera
Juan de Vera (Alzira, 25 de novembro de 1453 - Roma, 4 de maio de 1507) foi um cardeal do século XVI.

## Primeiros anos
Seu primeiro nome também está listado como Joan. Parente do Papa Alexandre VI. Ele foi chamado de Cardeal de Salerno.
Desde muito jovem dedicou-se aos estudos; obteve um doutorado em direito canônico e civil. Em Roma, entrou ao serviço do cardeal Rodrigo de Borja, futuro papa Alexandre VI, e foi preceptor de Cesare, filho do cardeal; mais tarde, foi vigário do cardeal em Valência.

## Episcopado
Eleito arcebispo de Salerno em 10 de julho de 1500; ocupou a sé até sua morte. Não se sabe se foi consagrado. Legado aos reis de Aragão, Castela, Portugal, França e Inglaterra para promover a cruzada.

## Cardinalato
Criado cardeal-presbítero no consistório de 28 de setembro de 1500; foi publicado e recebeu o chapéu vermelho em 2 de outubro e o título de S. Balbina em 5 de outubro de 1500. No consistório de 5 de outubro de 1500, foi nomeado legado perante os reis de Espanha, Portugal, França e Inglaterra para promover a cruzada. Legado em Marche Anconitana, 1501; retornou a Roma desta legação em 13 de novembro. Recebeu o canonismo em Burgos em 1503.
Participou dos dois conclaves de 1503: o de setembro, que elegeu o Papa Pio III, e do outono, que elegeu o Papa Júlio II. Cânone do capítulo da catedral de Burgos, 1503-1504. Camerlengo do Sagrado Colégio dos Cardeais, 1504 a 1505. Prior da colegiada de San Pedro de Fraga, Leiria, e pároco de Badieles, Saragoça, 7 de agosto de 1504. Administrador da Sé de Leão, 14 de maio de 1505; como o papa nomeou o bispo sem o consentimento do rei Fernando de Espanha, este último, temendo a ira do rei, recusou-se a aceitar o cargo; a princípio, o rei confiscou os aluguéis e benefícios do cardeal, mas depois, percebendo que a nomeação não havia sido aceita, ofereceu ao bispo a sé de Leão se ele se encarregasse dos negócios reais na cúria romana; novas dificuldades surgiram para o cardeal quando o príncipe Filipe "el Hermoso" se opôs à sua nomeação para León e o cardeal morreu antes que o assunto fosse resolvido sem ter tomado posse daquela sé. Governador de Piceno e de Emília.
Cardeal Juan de Vera morreu em Roma em 4 de maio de 1507, aos cinquenta e três anos, cinco meses e nove dias de idade. Sepultado em sepulcro de mármore na capela de S. Mônica da igreja de S. Agostino